# Фејетвил (Илиноис)
Фејетвил (енгл. Fayetteville) град је у америчкој савезној држави Илиноис.

## Демографија
По попису из 2010. године број становника је 366, што је 18 (-4,7%) становника мање него 2000. године.
| Група             | 2000.       | 2010.       |
| Белци             | 376 (97,9%) | 339 (92,6%) |
| Афроамериканци    | 0 (0,0%)    | 0 (0,0%)    |
| Азијати           | 1 (0,3%)    | 1 (0,3%)    |
| Хиспаноамериканци | 5 (1,3%)    | 22 (6,0%)   |
| Укупно            | 384         | 366         |